# Dzogang
Dzogang Dzong (Chinees: Zogang Xian) is een arrondissement in de prefectuur Chamdo in de Tibetaanse Autonome Regio, China. Het heeft een oppervlakte van 11.726 km² en in 1999 telde het 41.326 inwoners. De gemiddelde hoogte is 3700 meter. De gemiddelde jaarlijkse temperatuur is 4,2 °C en jaarlijks valt er gemiddeld 200 mm neerslag. Door Dzogang lopen de nationale wegen G214 en G318.